# Dème de Dráma
Le dème de Dráma, en grec moderne : Δήμος Δράμας, est un dème de Macédoine-Orientale-et-Thrace en Grèce. L'actuel dème résulte de la fusion, dans le cadre du programme Kallikratis en 2010, de l'ancien dème de Dráma et celui de Sidirónero. Le siège du dème est la ville de Dráma.
Selon le recensement de 2021, la population du dème compte 55 679 habitants.